# Posizione comune europea su Cuba
La posizione comune 96/697/PESC, nota come Posizione comune europea su Cuba è una posizione comune assunta il 2 dicembre 2006 dal Consiglio dell'Unione europea nei riguardi di Cuba.

## Contenuto
All'inizio del documento si specifica come l'obiettivo dell'Unione Europea nelle sue relazioni con Cuba sia incoraggiare un processo di transizione verso una democrazia pluralista nonché migliorare lo standard di vita dei cubani senza utilizzare misure coercitive che comporterebbero un aumento delle privazioni economiche del popolo cubano.
Si esplicita poi il desiderio di una progressiva e irreversibile apertura dell'economia cubana, subordinando la piena cooperazione dell'Unione Europea allo sviluppo dei diritti umani e delle libertà nell'isola.
Per facilitare un cambiamento pacifico a Cuba si individuano sei punti a carico dell'UE: intensificare il dialogo con le autorità e la società cubana ad ogni livello; sfruttare maggiormente le opportunità per ricordare alle autorità cubane le loro responsabilità sui diritti umani e in particolare sulla libertà di parola e di associazione; incoraggiare la riforma della legislazione interna sui diritti politici e civili e quindi il rilascio di tutti i prigionieri politici e la fine della repressione dei dissidenti; valutare lo sviluppo della politica interna ed estera cubana soprattutto in base alla ratifica e all'osservanza delle convenzioni internazionali sui diritti umani; rimanere disponibili a fornire aiuti umanitari rinforzando le misure per assicurarne la distribuzione attraverso chiese e organizzazioni non-governative o internazionali; rimanere disponibili a portare avanti specifiche operazioni economiche a supporto dell'apertura dell'economia.
In conclusione il documento puntualizza che l'Unione europea accorderà il proprio appoggio ai progressi verso la democrazia realizzati dalle autorità cubane mediante l'intensificazione del dialogo politico e della cooperazione economica nonché esaminando e la possibilità di un accordo di cooperazione con Cuba.

## Storia
Nel 1996 la Spagna uscita dalle urne con la vittoria di Aznar, espressione del centrodestra del Partito Popolare, propose al Consiglio dell'Unione europea di assumere una posizione comune su Cuba che contemplasse la rottura della cooperazione, una chiusura di credito e il dialogo con gli oppositori del regime. Il testo della posizione comune adottato dagli stati membri, sebbene differente rispetto alla versione proposta dalla Spagna, arrivava a subordinare la cooperazione bilaterale con Cuba ai cambiamenti politici ed economici che sarebbero intervenuti sull'isola.
Tra il marzo e l'aprile del 2003 la notizia dell'arresto di 75 dissidenti cubani legati al cosiddetto Progetto Varela, segnò un deciso peggioramento delle relazioni tra UE e Cuba. Il 5 giugno 2003, sempre su iniziativa spagnola, l'UE decise di adottare una serie di sanzioni e di rivalutare la posizione comune..
Nel 2004 con la sconfitta di Aznar e l'elezione del socialista José Luis Rodríguez Zapatero, Madrid cambiò la propria politica e cominciò a riallacciare i rapporti diplomatici con Cuba e nella seconda metà del 2004, i 75 prigionieri politici furono rilasciati e nel gennaio 2005 il governo cubano ripristinò con tutti gli stati UE i rapporti diplomatici interrotti con l'adozione delle sanzioni, che furono sospese.

### Attualità
La posizione comune, entrata in vigore il giorno stesso della sua assunzione, è stata periodicamente rinnovata. Il 15 giugno 2009 nell'ambito delle Conclusioni del Consiglio sulla Posizione Comune su Cuba sono stati confermati i suoi propositi e la sua rilevanza.
Il 7 luglio 2010 il governo cubano ha annunciato la liberazione di 52 dei 75 dissidenti incarcerati nel 2003 e il ministro degli esteri spagnolo Miguel Ángel Moratinos ha parlato dell'inizio di una nuova era nei rapporti tra Europa e Cuba, invocando la fine dell'applicazione della posizione comune.